# La deriva
La deriva. Perché l'Italia rischia il naufragio è un libro-inchiesta uscito nel maggio 2008 e curato da Gian Antonio Stella e Sergio Rizzo, due giornalisti del Corriere della Sera.
Il lavoro descrive le drammatiche condizioni economiche e sociali in cui gli autori reputano si trovi l'Italia in seguito a presunti decenni di malgoverno. Il saggio si può considerare come seguito del best seller La casta, scritto dagli stessi autori un anno prima. Un capitolo è dedicato agli anni cinquanta. Gli autori sostengono che in quegli anni  l'Italia riuscì, nonostante la forte contrapposizione Dc-Pci, a risollevarsi e crescere. L'ultimo capitolo invece torna sugli argomenti trattati nel primo libro.

## Capitoli
I. Un Paese di poeti, santi e scodellatrici - E siamo arrivati al bivio: o una svolta o la sindrome Argentina
1. Quando i cinesi eravamo noi - Solo 270 giorni per fare la Costituzione, 8 anni per l'Autosole
2. Sempre più ai padri, sempre meno ai figli - E ogni neonato ha 250.000 euro di debito pensionistico
3. Bolli, sempre bolli, fortissimamente bolli - Per aprire una trattoria 71 timbri, per una licenzaedile 27 mesi
4. Infrastrutture: da primi a ultimi - Tredici anni per un ponte di 81 metri, 4 a Shanghai per 36 chilometri
5. Cristoforo Colombo è finito in secca - Porti, navi, aerei, treni: fotografie di un declino
6. Ingordi d'energia senza pagar dazio - Il nucleare no, il petrolio no, gli inceneritori no, l'eolico no...
7. Qui ci vuole un commissario - Emergenza! Emergenza! E lo Stato aggira le regole dello Stato
8. Il sole buio della «Florida d'Europa» - Insicurezza, estorsioni, rapine: e gli investimenti fuggono
9. Il processo? Ripassi nel 2020 - Due giorni di cella all'uxoricida, 35 anni di rinvii per un fallimento
10. Ho frodato i risparmiatori: embè? - In Usa decenni di carcere per un crac, qui 104 giorni per Tanzi
11. Perdono, perdono, perdono - Tutti condonati: evasori, abusivi, deltaplanisti...
12. I dipendenti pubblici? Dieci e lode a tutti - Il miracolo di San Precario: assunzioni per sanatoria dal 1859
13. Niente pagelle, siamo professori - Nove milioni di somari promossi, 574 telefonate per un supplente
14. Lauree belle, lauree fresche, prezzi buoni! - Università in crisi: dai concorsi taroccati agli atenei fai-da-te
15. Prostate d'oro, primari tesserati - E al San Camillo un letto costa come una suite al Plaza di New York
16. E chi vuole l'Albo degli imam - Gli Ordini non tengono ordine ma guai a chi li tocca
17. Taglia taglia, hanno tagliato i tagli - Solo volenterose sforbiciatine agli sprechi della politica

## Edizioni
- Sergio Rizzo; Gian Antonio Stella, La deriva. Perché l'Italia rischia il naufragio, Rizzoli, 2008,  p. 342, ISBN 978-88-17-02562-1.